# Anse-Bertrand

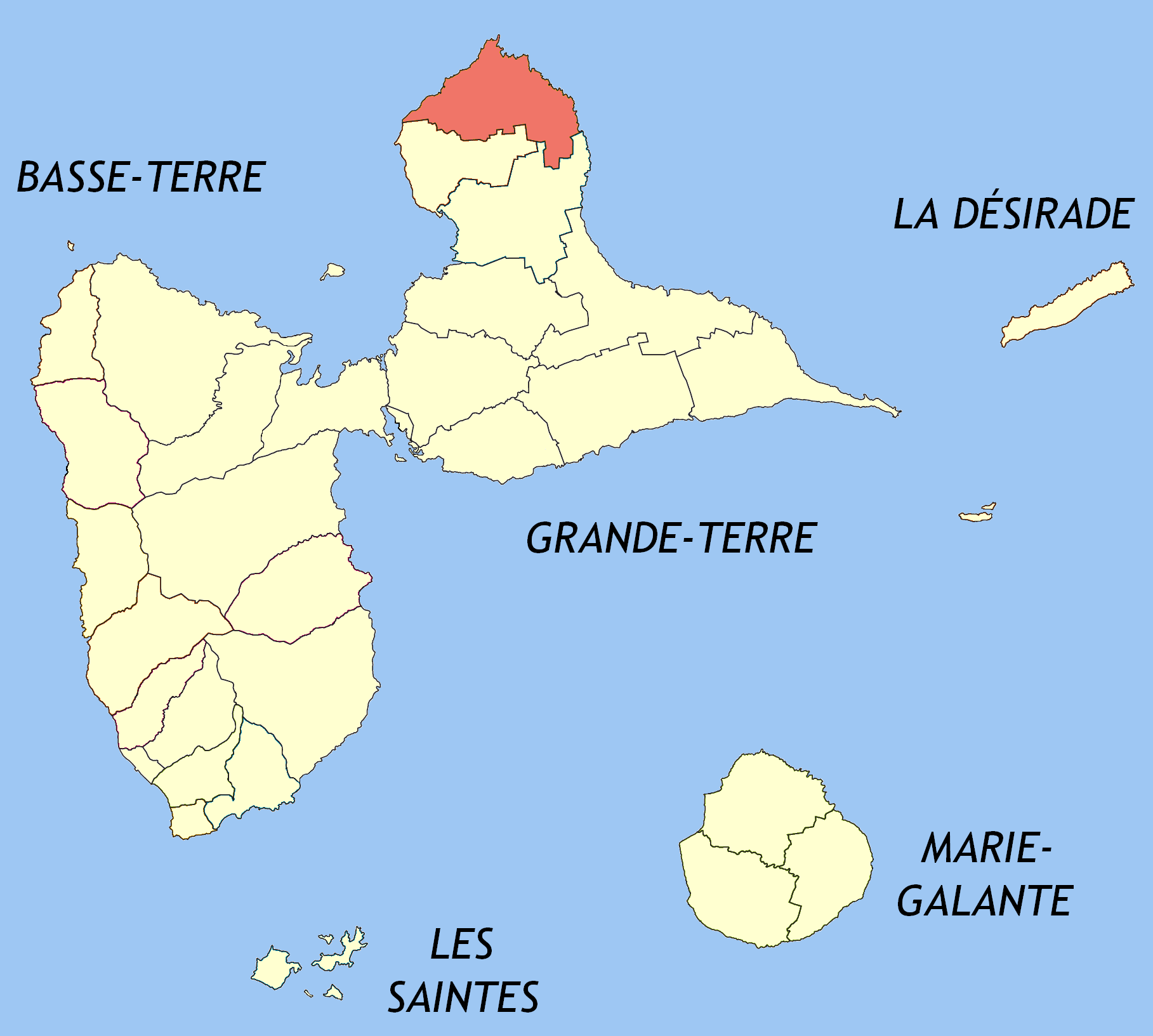
Localització d'Anse-Bertrand

Anse-Bertrand és un municipi francès, situat a Guadalupe, una regió i departament d'ultramar de França situat a les Petites Antilles. Segons el cens de 2009 té una població de 4640 habitants. Limita al sud amb Saint-Louis i amb Petit-Canal.

## Demografia
| 5.028                                      | 4.751 |
| Des de 1962: població sense dobles comptes |       |

## Administració
| Període   | Identitat        | Partit        |
| --------- | ---------------- | ------------- |
| 1953-1965 | Fernand Balin    |               |
| 1965-1995 | José Moustache   | RPR           |
| 1995-2001 | Alfred Dona-Erie | Divers gauche |
| 2001-2006 | José Moustache   | RPR           |
| 2006-     | Alfred Dona-Erie | Divers gauche |

## Agermanaments
- Columbus (Ohio)